# Dean (Texas)
Dean es una ciudad ubicada en el condado de Clay en el estado estadounidense de Texas. En el Censo de 2010 tenía una población de 493 habitantes y una densidad poblacional de 88,91 personas por km².

## Geografía
Dean se encuentra ubicada en las coordenadas 33°54′58″N 98°24′5″O / 33.91611, -98.40139. Según la Oficina del Censo de los Estados Unidos, Dean tiene una superficie total de 5.55 km², de la cual 5.51 km² corresponden a tierra firme y (0.56%) 0.03 km² es agua.

## Demografía
Según el censo de 2010, había 493 personas residiendo en Dean. La densidad de población era de 88,91 hab./km². De los 493 habitantes, Dean estaba compuesto por el 94.73% blancos, el 0.61% eran afroamericanos, el 0.81% eran amerindios, el 0% eran asiáticos, el 0% eran isleños del Pacífico, el 1.22% eran de otras razas y el 2.64% pertenecían a dos o más razas. Del total de la población el 7.71% eran hispanos o latinos de cualquier raza.